# Husein Balić
Husein Balić (Steyr, 15 luglio 1996) è un calciatore austriaco, attaccante del ŁKS.

## Caratteristiche tecniche
È un esterno sinistro.

## Carriera

### Club
Cresciuto nel settore giovanile del Vorwärts Steyr, ha esordito in prima squadra il 2 agosto 2013 in occasione del match pareggiato 1-0 contro il Wallern.
Nel 2015 è stato acquistato dal St. Pölten.

### Nazionale
Ha partecipato agli Europei Under-21 del 2019. Nel 2020 ha invece esordito nella nazionale maggiore austriaca.